# HD109946
HD109946 — хімічно пекулярна зоря спектрального класу A1, що має видиму зоряну величину в смузі V приблизно  9,3.
Вона  розташована на відстані близько 486,8 світлових років від Сонця.